# Mordellistena oculata
Mordellistena oculata es una especie de coleóptero de la familia Mordellidae.

## Distribución geográfica
Habita en México.